# Latte (charpente)
Pour les articles homonymes, voir Latte.
Une latte est un produit rectangulaire du sciage du bois qui a une épaisseur entre 5 et 12 millimètres et une largeur entre 26 et 55 millimètres.
Il s'agit d'une pièce de bois de sous-construction, pour les murs et la toiture de section semblable. On parle également de lattes pour un plancher.

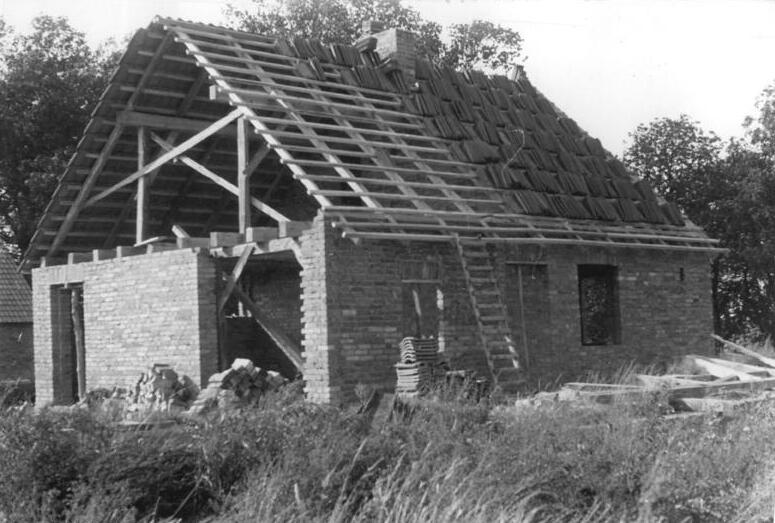
Lattage et couverture en tuiles.

## Charpenterie

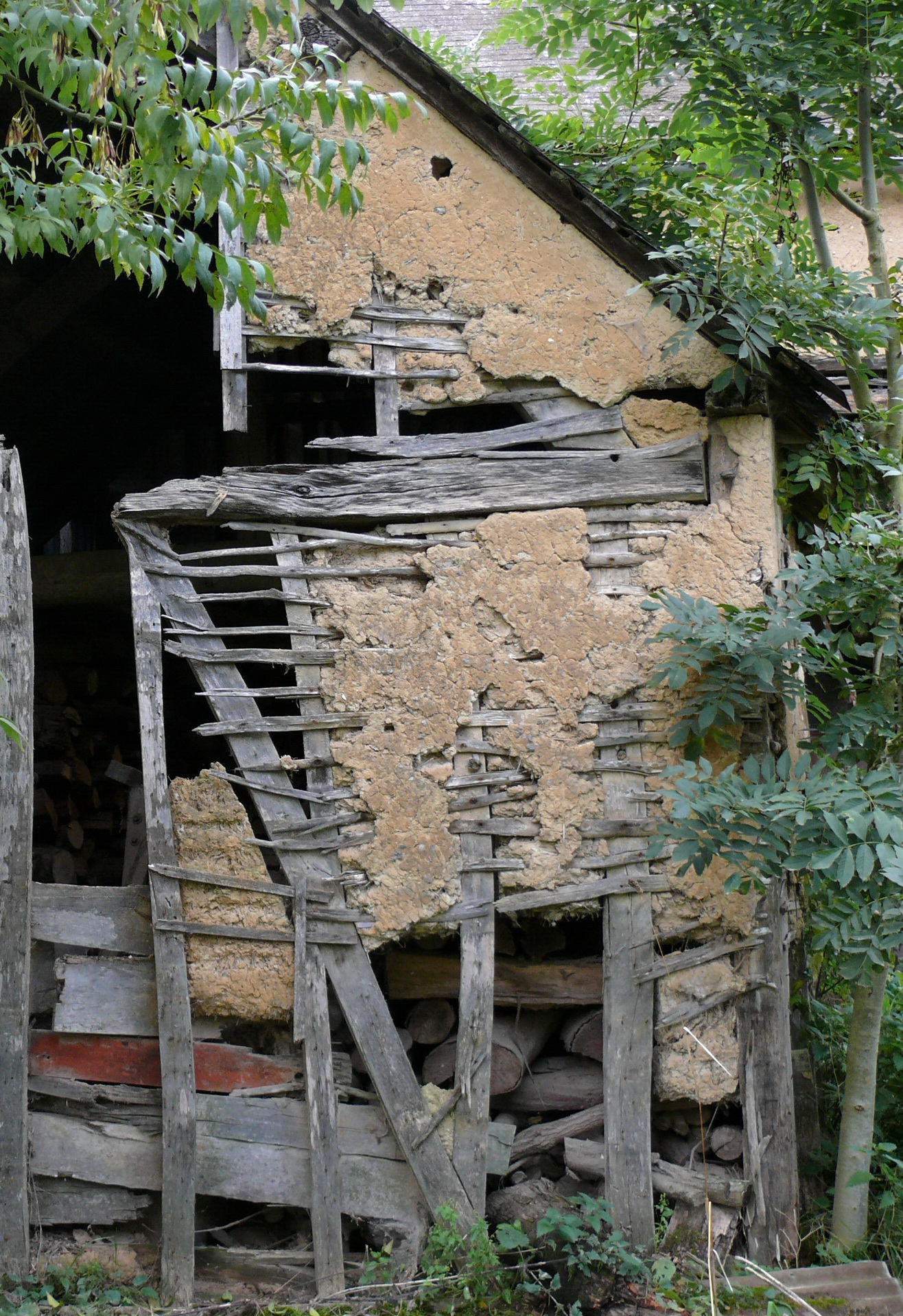
Vestige d'une ferme picarde, montrant la mise en œuvre du torchis enduit sur lattis à claire-voie.

Au XVIIIe siècle, la bonne latte à tuile doit être faite de bois de fente de chêne et sans aubier, elle se nomme « latte carrée » et se vend à la botte qui en contient cinquante-deux : chaque latte a quatre pieds de longueur (soit 1,30 m), un pouce trois quarts ou deux pouces de large (soit 5,4 cm) et deux à trois lignes d'épaisseur (soit 7 mm).
La latte à ardoise s'appelle latte volige ; elle doit être de bois de chêne et avoir la même longueur que la latte carrée, soit quatre à cinq pouces de large et trois lignes d'épaisseur. Elle se débite aussi à la botte mais la botte n'en contient que vingt-cinq. Quand on l'emploie, il faut que les lattes se touchent presque l'une à l'autre parce que la latte à ardoise est bien plus large que celle à tuile.
La botte peut faire à peu près une toise et demie de couverture. Chaque latte est attachée par quinze clous quand elle est large et dix suffisent quand elle est étroite. On y attache l'ardoise avec deux ou trois clous. On compte ordinairement une livre et demie de clous par botte de lattes.
La contre-latte est une latte large de quatre à cinq pouces et épaisse d'un demi qui se met de haut en bas entre les chevrons pour entretenir les lattes. C'est un bois de fente de sciage qui se débite à la toise. Il en faut trois toises à chaque toise de couverture quand il n'y a que trois chevrons à la latte, et quand il y en a quatre, on ne s'en sert point, la latte même servant de contre-latte. La contre-latte à ardoise est de sciage et semblable à celle de la tuile.
On appelle latte jointive celle qu'on met sur des pans de charpente pour soutenir un enduit de plâtre.
La chanlatte est une pièce de bois qu'on attache vers le bout des chevrons en dehors du mur pour soutenir et élever les derniers rangs de tuile afin qu'ils rejettent l'eau au-delà du mur et qu'elle ne le gâte point.
Latter à claire voie, c'est mettre des lattes sur un pan de bois pour retenir les plâtras des panneaux et les couvrir de plâtre. Latter à lattes jointives, c'est clouer des lattes si près les unes des autres qu'elles se touchent (ce qu'on appelle lattis), pour lambrisser les cloisons, plafonds, cintres, etc..
Pour les cloisons en bois et terre, notamment celles du XIVe au XVIIe siècle (bauge ou pisé, chaux-chanvre aujourd'hui), on trouve des lattis soit entrelacés, soit croisés et ficelés, soit en lattes de calage retenant la bauge.
Pour la technique de lattes coincées, dont une extrémité est cylindrique et enfoncée dans un poteau perforé et l'autre plate coincée dans une rainure, chaque lattis armant le pisé d'un pan de bois s'appelle dans ce cas « balsan ».
L'usage contemporain du lattis est le bardage avec des tasseaux bois dissimulant le film étanche goudronné d'un bardage moderne. Ce type de décor masquant le pan de bois industriel nécessitera après dix ans un entretien, voire un remplacement complet des tasseaux, s'ils sont exposés à la pluie (sans débord de toit par exemple pour une architecture contemporaine cubique).

## Vinification
Pour les vins effervescents, les bouteilles sont posés couchés sur une petite pièce de bois sous le goulot afin de les laisser reposer au moins un an avant dégorgement. Cette pièce en bois est nommée latte.